# Berthold Bartosch
Berthold Bartosch (29. prosince 1893 – 13. listopadu 1968) byl filmař, narozený v Polaunu v české části Rakousko-Uherska (nyní součástí České republiky).

## Životopis
Přestěhoval se do Vídně, kde studoval architekturu. Po ukončení studia začal vytvářet vzdělávací animované filmy „pro masy“. Některá z jeho dřívějších děl byla přísně vzdělávací (například geografické filmy); další, jako je komunismus a humanita. Měl v sobě dva předpoklady pro to, aby se stal skutečným animátorem, individualismus a vrozená vášeň pro vynálezy. Od nikoho se nenaučil technickým postupům, raději to zvládl sám.
Přestěhoval se do Berlína, aby otevřel oddělení Hanslickovy produkční společnosti. Poté, co se přestěhoval do Paříže spolu se svou novomanželkou Maria Ebel, začal pracovat v malé místnosti poblíž severního hřbitova. Zorganizoval dílo a kombinoval trojrozměrné obrazy se stínovaným podsvícením, které poskytl stroj vlastního vynálezu. Aby vytvořil hloubku ostrosti, kterou nenabízejí jednoduché kresby, umístil kameru pohybové akce svisle kolem pracovní plochy tvořené několika úrovněmi skleněných desek. Tato technika se nyní nazývá multiplane. Na každé z nich uspořádal scénografické prvky nebo vyříznuté postavy, přičemž osvětlení přicházelo zespodu. Ve snaze změkčit tvrdé linie kreseb a tuhost animace vytvořil tlumenou atmosféru rozostřením skleněných desek běžným mýdlem a častým využíváním superpozice.
V posledních letech se Bartosch věnoval malbě. Zemřel v roce 1968.

## Práce s Lotte Reinigerovou
V roce 1920 se přestěhoval do Berlína a spolupracoval s Lotte Reinigerovou na jejích animacích papírové siluety:
- The Ornament of the Loving Heart
- The Battle of Skagerrak
- The Adventures of Prince Achmed
- Doctor Dolittle

Bartosch vytvořil to, co někteří považují za první víceplošnou kameru, aby dosáhli některých efektů pro tyto filmy.

## Práce v Paříži
V roce 1930 se Bartosch přestěhoval do Paříže a vytvořil třicetiminutový film s názvem „L'Idée“ (The Idea), jímž je nejvíce připomínán. Film je popisován jako první vážné, poetické tragické dílo v animaci. Postavy a kulisy filmu byly složeny z několika vrstev různých typů papíru, od poloprůhledného až po silnou lepenku. Speciální efekty, jako jsou halo, kouř a mlha, byly vytvořeny s pěnou rozprostřenou na skleněných deskách a osvětlenými zezadu. Bartosch založil film na bezeslovném románu dřevořezů Franse Masereela, The Idea (1920).
L'idee, když byl vydán v roce 1933, představoval skóre skladatele Arthura Honeggera, včetně ondes Martenota, který je považován za první použití elektronického hudebního nástroje ve filmové historii. Následující rok, Franz Waxman skóre pro Liliom (1934) používal theremin.
Od roku 1933 do roku 1938 Bartosch pracoval na protiválečném filmu St Francis nebo Nightmare and Dreams, což je 25minutový kus financovaný Thoroldem Dickinsonem. Když nacisté napadli Paříž, uložil film do Cinémathèque française. Film byl během nacistické okupace zničen a existuje jen několik statických obrázků.
V roce 1948 strávil rok prací pro UNESCO v Paříži, kde vyučoval George Dunninga, animátora narozeného v Kanadě, známého pro jeho zapojení do animovaného filmu Beatles Yellow Submarine (1968).